# Autorretrato diante de um espelho (Toulouse-Lautrec)
Autorretrato diante de um espelho é uma pintura realizada entre 1882 e 1883 por Henri de Toulouse-Lautrec. Mede 40,5 × 32,5 cm. Atualmente, está guardada no Museu Toulouse-Lautrec em Albi.
Este autorretrato onde representa o seu reflexo num espelho é composto como uma natureza morta invertida. Os objetos colocados em frente ao espelho ocupam um grande espaço na pintura. Sua própria imagem relegada a segundo plano dá uma impressão de distanciamento.